# 三木敏彦
三木 敏彦（みき としひこ、1940年1月17日 - ）は、日本の俳優、声優。滋賀県出身。2019年まで文学座所属。

## 人物
関西学院大学中退。文学座研究所5期生。文学座入団前は、加山雄三のバンドでギターを担当していた。
1973年のドラマ『真夜中の警視』出演の際、門岳 五郎に改名したが、現在は本名で活動している。

## 出演作品

### テレビドラマ
- あひるの学校（1969年）
- 赤ひげ
- 鬼平犯科帳 第2シリーズ 第14話「平松屋おみつ」（1972年、NET / 東宝） - むささびの権次
- 荒野の素浪人
  - 第8話「復讐 黒羽の女」（1972年）
  - 第62話「強奪 けものたちの群れ」（1973年） - 水木与一郎
- 真夜中の警視（1973年） - 花田孝　※門岳 五郎名義
- 太陽にほえろ!
  - 第12話「彼は立派な刑事だった」（1972年）
  - 第78話「恐怖の瞬間」（1974年） - 風間五郎※門岳 五郎名義
  - 第230話「ピアノソナタ」（1976年） - 桑田和男※門岳 五郎名義
  - 第484話「青ひげ」（1981年） - 沢木の息子
- 大江戸捜査網（東京12チャンネル / 三船プロ）
  - 第163話「黒手首におびえる女」（1974年） - 巳之吉※門岳 五郎名義
  - 第508話「駒下駄と鬼娘の涙」（1981年） - 不知火の軍兵衛
- NHK大河ドラマ
  - 勝海舟（1974年） - 小野兼吉
  - 翔ぶが如く（1990年） - 久邇宮朝彦親王
  - 葵 徳川三代（2000年） - 堀尾吉晴
- Gメン'75（TBS）
  - 第52話「唇の中の拳銃」（1976年） - 熱海署捜査課刑事※門岳 五郎名義
  - 第65話「真夏の夜の連続女性殺人事件」（1976年） - 早川警部補※門岳 五郎名義
  - 第235話「師走のトリック殺人」（1979年） - 落合警部補
  - 第272話「東京-神戸電話殺人」（1980年） - 木島警部
- 人形佐七捕物帳 （1977年、ANB / 東映） - 林田新十郎 
  - 第5話「遺恨十年逆十手」
  - 第10話「罪をかぶった罪」
- 特捜最前線（ANB）
  - 第14話「過去を撃つ女」（1977年）
  - 第46話「判決・私を売った女!」（1978年）
  - 第56話「絞殺魔・ノクターンが呼ぶ街!」（1978年）
  - 第92話「白い小さな訪問者!」（1979年）
  - 第170話「ビーフシチューを売る刑事!」（1980年） - 花田
  - 第427話「複数誘拐・子供たちは何処へ!」（1985年）
- 転落の詩集（1978年、TBS） - 熊野
- 大空港 第23話（1978年、CX） - 蓮井ヨウスケ
- 水戸黄門（TBS）
  - 第9部 第20話「帰って来た中乗りさん -木曽福島-」（1978年12月18日）- 定吉
  - 第22部 第20話「酔いどれ十手が悪を断つ -小倉-」（1993年9月27日）- 時造
  - 第28部 第5話「母子涙の大井川 -島田-」（2000年4月10日）- 熊造
- 仮面ライダースーパー1（1980年 - 1981年、MBS）- メガール将軍（奥沢正人）/ 死神バッファロー
- 気になる天使たち 第11話（1981年、CX）
- 超人機メタルダー 第21話「大都会ミステリー・ホタルを呼ぶ美少女」（1987年、ANB）- 村木博士
- 松本清張作家活動40年記念・霧の旗（1991年11月23日、NTV）- 山本刑事
- 眠れない夜をかぞえて（1992年、TBS）
- 特捜エクシードラフト 第13話「禁断の地獄拳」（1992年、ANB）- 藤王清安
- 火曜サスペンス劇場（日本テレビ）
  - 警部補 佃次郎
    - 2「黒髪の焦点」（1996年11月12日）- 検視官
    - 3「艶やかな声」（1997年5月27日）- 菩提寺 住職・成瀬

  - 24時間半（1997年）
- 月曜ミステリー劇場 陰の季節・6「刑事」（2003年、TBS）
- 警視庁鑑識班2004（2004年、NTV）
- 月曜ゴールデン 上条麗子の事件推理・10「〜伊勢志摩・真珠殺人事件〜」（2012年10月29日、TBS）
- 相棒 Season 12 第10話「ボマー〜狙撃容疑者特命係・甲斐享を射殺せよ!」（2014年1月1日、ANB）- 山王財団理事長室 案内役・山根巌
- ドラマW 夢を与える（2015年、WOWOW）

### 映画
- ハワイの若大将（1963年、東宝）
- 西の王将 東の大将（1964年、東宝） - 大阪学院サッカー部員B
- 戦場に流れる歌（1965年、東宝） - 広田三郎
- 告白的女優論（1971年、松竹） - 若い男優
- 仮面ライダースーパー1（1981年3月14日）- メガール将軍
- 黒い雨（1989年、東映）
- 午後の遺言状（1995年） - ホテルの支配人
- おっぱいバレー（2009年）
- 永遠の0（2013年）

### 吹き替え

#### 映画
- アガサ・クリスティー 蒼ざめた馬（ルジュヌ警部）
- アサルト13 要塞警察（ジャスパー（ブライアン・デネヒー））
- ヴァン・ダム IN コヨーテ※テレビ東京版
- ウルフマン（ジョン・タルボット（アンソニー・ホプキンス））
- 英雄の条件（モーリン大使（ベン・キングズレー））※ビデオ版
- エッジ・オブ・ダークネス（教授（オードリー・モリス））
- 13デイズ（ディーン・ラスク〈ヘンリー・ストロジャー〉）
- 15の不思議な物語（ジャスパー）
- 縞模様のパジャマの少年（リスト先生〈ジム・ノートン〉）
- シックス・デイ（下院議長〈ケン・ポーグ〉）※日本テレビ版
- シリアナ
- 大空港（ジョー・パトローニ〈ジョージ・ケネディ〉）※日本テレビ新録版
- 絶体×絶命（ジェレマイア・キャシディ〈ブライアン・コックス〉）※テレビ朝日版
- 沈黙の陰謀（フロイド（ゲイラード・サーテン））※DVD版
- 沈黙の要塞（ストーン（R・リー・アーメイ））※TV版
- トム・ジョーンズの華麗な冒険（パートリッジ）
- ドラキュリア（ヴァン・ヘルシング（クリストファー・プラマー））
- 遠すぎた橋（ソサボフスキー少佐〈ジーン・ハックマン〉）※DVD新録版
- 博士の異常な愛情（アレクシ・デ・サデスキーソ大使〈ピーター・ブル〉）※新録版
- パリの確率（アコ〈ジャン＝ポール・ベルモンド〉）
- ハロウィーンタウン2 カラバーの復讐
- フールズ・ゴールド/カリブ海に沈んだ恋の宝石（モー・フィッチ〈レイ・ウィンストン〉）
- ランボー（オーヴァル〈ジョン・マクリアム〉）※日本テレビ新録版
- ルコナ号沈没の謎を追え!（クラウス国防大臣〈フリードリッヒ・フォン・サン〉）
- リトル・ランナー（フィッツパトリック神父〈ゴードン・ピンゼント〉）
- レオン（トニー（ダニー・アイエロ））

#### テレビドラマ
- アリー my Love シーズン3 #11 #16（ノルウェー判事〈ロイ・ブロックスミス〉）
- ER II 緊急救命室（レイ・ロス〈ジェームズ・ファレンティノ〉）
- ER XIII 緊急救命室 #4（クライブ・キング〈マディソン・メイソン〉）
- ER XIV 緊急救命室 #1（ジンボ〈ハワード・ヘスマン〉）
- カリフォルニア・ドリーム（グリーン）
- クリミナル・マインド2 FBI行動分析課 #20（アルセニー・リソフスキー〈エリヤ・バスキン〉）
- 刑事フォイル #1（ヘンリー・ボーモント〈ロバート・ハーディ〉）
- チェオクの剣（イ・イックン）
- チャームド 〜魔女3姉妹〜（評議会メンバー）
- Dr.マーク・スローン（リドリー）
- バビロン5（グレー評議員2）
- ブルーブラッド 〜NYPD家族の絆〜 #12（マクシミリアン・グルシェンコ〈オレク・クルパ〉）
- HAWAII FIVE-0 シーズン4 #6（ヘンリー・アプトン〈コービン・バーンセン〉）
- ミステリー・グースバンプス（Mr.マリック〈ハーヴェイ・アトキン〉）
- 名探偵ポワロ 白昼の悪魔 ※NHK版
- 名探偵モンク4 #1
- レリック・ハンター 秘宝を捜せ（マイケル）
- ロイヤル・スキャンダル 〜エリザベス女王の苦悩〜
- ロズウェル - 星の恋人たち（委員長）

### 舞台
- ジェルソミーナ
- 欲望という名の電車
- 芝居・雨の運動会
- 近松女敵討
- 女の一生（1990、1999）- 章介
- 月がとっても蒼いから（1997）- 葬儀屋さん
- 1917年の三人姉妹（2001、劇団朋友）- ヴェルシーニン
- アラビアン・ナイト（2002 - 2003、2007）- ワジール
- 人が恋しい西の窓（2002）- 瀬口敬治
- 龍の伝説（2003）- 古賀宗一郎

### テレビアニメ
- 攻殻機動隊 STAND ALONE COMPLEX（2002年） - 新見
- 青の祓魔師（2011年）- エルンスト・フレデリク・エギン
- ばらかもん（2014年）- 館長

### 劇場アニメ
- キリクと魔女2 4つのちっちゃな大冒険（2005年） - お山の賢者
- トワノクオン（2011年） - 政治家

### ラジオドラマ
- NHK-FM 青春アドベンチャー
  - 「シュレミールと小さな潜水艦」（2013年）
  - 「獅子の城塞」（2014年）
  - 「チョウたちの時間」（2015年） - 小林

### CM
- 日産自動車・ブルーバードU（610型）（1971年）
- 日産自動車・ブルーバードU SSS-E（610型）「自慢」篇（1972年）※二瓶正也と共に出演